# 1968年夏季残疾人奥林匹克运动会加拿大代表团
1968年夏季残疾人奥林匹克运动会加拿大代表团是加拿大派出的1968年夏季残疾人奥林匹克运动会代表团。获得6枚金牌、6枚银牌和7枚铜牌。